# Градска општина Врањска Бања
Градска општина Врањска Бања је једна од две градске општине града Врања у Пчињском управном округу. Седиште градске општине је Врањска Бања. Простире се на површини од 258 , а према последњем попису из 2022. имала је 7.538 становника.

## Насељена места
Градска општина Врањска Бања се састоји из 21 насељеног места од којих је једно градско, Врањска Бања. Највеће насељено место је Врањска Бања које једино има преко хиљаду становника, два имају између 500 и 1.000 становника (Бујковац и Корбевац), 6 између 100 и 500, а 12 има мање од 100 становника.
| Насељено место               | Број становника | Број становника | Промена (%) |
| Насељено место               | Попис 2011.     | Попис 2022.     | Промена (%) |
| ---------------------------- | --------------- | --------------- | ----------- |
| Бабина Пољана                | 37              | 6               | -83,78%     |
| Бујковац                     | 784             | 692             | -11,73%     |
| Врањска Бања                 | 5.347           | 4.260           | -20,33%     |
| Дуга Лука                    | 123             | 94              | -23,58%     |
| Изумно                       | 358             | 288             | -19,55%     |
| Клисурица                    | 114             | 53              | -53,51%     |
| Корбевац                     | 663             | 567             | -14,48%     |
| Корбул                       | 5               | 1               | -80,00%     |
| Крива Феја                   | 590             | 406             | -31,19%     |
| Кумарево                     | 243             | 213             | -12,35%     |
| Лева Река                    | 48              | 26              | -45,83%     |
| Липовац                      | 36              | 22              | -38,89%     |
| Несврта                      | 85              | 44              | -48,24%     |
| Паневље                      | 184             | 159             | -13,59%     |
| Првонек                      | 124             | 57              | -54,03%     |
| Превалац                     | 167             | 143             | -14,37%     |
| Себеврање                    | 126             | 68              | -46,03%     |
| Сливница                     | 77              | 33              | -57,14%     |
| Стари Глог                   | 18              | 19              | +5,56%      |
| Топлац                       | 436             | 379             | -13,07%     |
| Црни Врх                     | 15              | 8               | -46,67%     |
| Градска општина Врањска Бања | 9.580           | 7.538           | -21,32%     |

## Демографија
|             | \| Демографија[1] \| Демографија[1] \| Демографија[1] \| \| Година \| Становника \| Становника \| \| -------------- \| -------------- \| -------------- \| \| 1948. \| 12.895 \| \| \| 1953. \| 13.104 \| \| \| 1961. \| 13.153 \| \| \| 1971. \| 13.730 \| \| \| 1981. \| 12.830 \| \| \| 1991. \| 11.972 \| \| \| 2002. \| 11.049 \| \| \| 2011. \| 9.580 \| \| \| 2022. \| 7.538 \| \| |            |
| Демографија | |            |
| Година      | Становника | Становника |
| 1948.       | 12.895 |            |
| 1953.       | 13.104 |            |
| 1961.       | 13.153 |            |
| 1971.       | 13.730 |            |
| 1981.       | 12.830 |            |
| 1991.       | 11.972 |            |
| 2002.       | 11.049 |            |
| 2011.       | 9.580 |            |
| 2022.       | 7.538 |            |

Градска општина Врањска Бања је према последњем попису из 2022. године имала 7.538 становника што је за 2.042 мање (-21,32%) у односу на претходни попис 2011. на коме је било 9.580 становника.
Према попису из 2022. већину становништва су чинили Срби који чине 83,46% укупног становништва. Од мањина највише је било Рома (11,50%).
| Етнички састав према попису из 2022.‍ | Етнички састав према попису из 2022.‍ | Етнички састав према попису из 2022.‍ | Етнички састав према попису из 2022.‍ | Етнички састав према попису из 2022.‍ |
| ------------------------------------ | ------------------------------------ | ------------------------------------ | ------------------------------------ | ------------------------------------ |
|                                      |                                      |                                      |                                      |                                      |
| Срби                                 | Срби                                 |                                      | 6.291                                | 83,46%                               |
| Роми                                 | Роми                                 |                                      | 867                                  | 11,50%                               |
| Бугари                               | Бугари                               |                                      | 29                                   | 0,38%                                |
| Македонци                            | Македонци                            |                                      | 9                                    | 0,12%                                |
| Власи                                | Власи                                |                                      | 4                                    | 0,05%                                |
| Остали                               | Остали                               |                                      | 9                                    | 0,12%                                |
| Неизјашњени                          | Неизјашњени                          |                                      | 19                                   | 0,25%                                |
| Непознато                            | Непознато                            |                                      | 310                                  | 4,11%                                |